# Mesocheira bicolor
Mesocheira bicolor är en biart som först beskrevs av Fabricius 1804.  Mesocheira bicolor ingår i släktet Mesocheira och familjen långtungebin. Inga underarter finns listade i Catalogue of Life.